# Bodio Lomnago
Bodio Lomnago ist eine italienische Gemeinde (comune) in der Provinz Varese in der Region Lombardei.

## Geographie

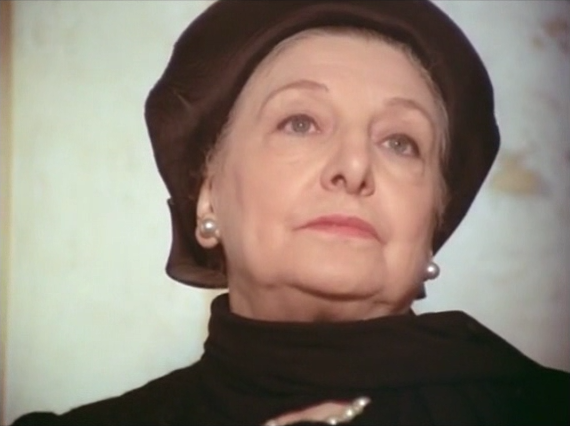
Paola Borboni

Die Gemeinde liegt etwa sieben Kilometer westsüdwestlich von Varese am Lago di Varese und bedeckt eine Fläche von 4,45 km². Zu Bodio Lomnago gehören die Fraktionen Lomnago, Rogorella, Boffalora, Pizzo, Porto und Roccolo. Die Nachbargemeinden sind Casale Litta, Cazzago Brabbia, Daverio, Galliate Lombardo, Inarzo und Varese.

## Geschichte
Am südlichen Ufer des Vareser Sees siedelten in der Frühzeit die Insubrer. Ab 1395 wurde Bodio Teil des Herzogtums Mailand. Das Dorf Lomnago, das in den Statuten der Straßen und Gewässer des Herzogtums Mailand als Longonago e Bofalora bezeichnet wird und zur Pieve von Varese gehört, war eine der Gemeinden, die zur Instandhaltung der Rho-Straße beitrugen (1346). In den Registern des Estimo (Grundbuch) des Herzogtums Mailand von 1558 und späteren Aktualisierungen war Lomnago unter den in derselben Pieve erfassten Gemeinden.
Nach den Antworten auf 45 Fragen des zweiten Volkszählungsrates von 1751 hatte die Gemeinde keinen Feudalherrn. Dort residierte kein Richter, aber Lomnago fiel unter die Zuständigkeit des königlichen Zivil- und Strafgerichts der Stadt Varese und zahlte dem Richter eine jährliche Gebühr von 5,5 Lire. Die Gemeinde verfügte über einen eigenen Rat, der von den ersten Schätzern und den Eigentümern eingesetzt wurde und aus dem ein Abgeordneter gewählt wurde, der mit der Verwaltung der öffentlichen Angelegenheiten betraut war und alle drei Jahre ausgetauscht wurde, immer unter Mitwirkung und mit Zustimmung der ersten Schätzer und Eigentümer. Der Kanzler, der ein jährliches Honorar von 20 Liren erhielt, wohnte nicht im Gemeindegebiet, aber nicht weit davon entfernt: Er war mit den Schriften der Gemeinde betraut.

## Bevölkerung
| Bevölkerungsentwicklung | Bevölkerungsentwicklung | Bevölkerungsentwicklung | Bevölkerungsentwicklung | Bevölkerungsentwicklung | Bevölkerungsentwicklung | Bevölkerungsentwicklung | Bevölkerungsentwicklung | Bevölkerungsentwicklung | Bevölkerungsentwicklung | Bevölkerungsentwicklung | Bevölkerungsentwicklung | Bevölkerungsentwicklung | Bevölkerungsentwicklung | Bevölkerungsentwicklung |
| ----------------------- | ----------------------- | ----------------------- | ----------------------- | ----------------------- | ----------------------- | ----------------------- | ----------------------- | ----------------------- | ----------------------- | ----------------------- | ----------------------- | ----------------------- | ----------------------- | ----------------------- |
| Jahr                    | 1751                    | 1805                    | 1809                    | 1853                    | 1861                    | 1871                    | 1901                    | 1921                    | 1951                    | 1971                    | 1991                    | 2001                    | 2011                    | 2021                    |
| Einwohner               | 278                     | 243                     | *620                    | 621                     | 676                     | 722                     | 725                     | 664                     | 833                     | 807                     | 1947                    | 2012                    | 2119                    | 2192                    |

- 1809 Fusion mit Lomnago
- 1812 Fusion mit Daverio

## Sehenswürdigkeiten
- Pfarrkirche Santa Maria Nascente und San Giorgio mit Orgel Werk von Giovanni Battista e Eugenio Biroldi (1788); nachher restauriert von Giuseppe Bernasconi (1868).

## Persönlichkeiten
- Paola Borboni (* 1. Januar 1900 in Golese, Parma; † 9. April 1995 in Bodio Lomnago), eine italienische Schauspielerin.